# Michaël Ciani
Michaël Ciani (Paris, 6 de abril de 1984) é um futebolista francês que atua como zagueiro. Atualmente, joga pelo Los Angeles Galaxy.

## Títulos
Lazio
- Coppa Italia: 2012-13